# Antxon Ezeiza Sansinenea
Antxon Ezeiza Sansinenea (Sant Sebastià, 4 de setembre de 1935 - 15 de novembre de 2011)) va ser un director de cinema i guionista basc, que va dirigir onze pel·lícules entre 1960 i 1995.

## Biografia
Llicenciat en Dret i animador del cineclubismo donostiarra, va marxar a Madrid en 1958 per a formar-se a l'Institut de Recerques i Experiències Cinematogràfiques. Va formar tàndem amb el seu amic Elías Querejeta amb el qual va rodar dos documentals i va treballar al cinema publicitari.
Pel·lícules com De cuerpo presente, Último encuentro i Las secretas intenciones el van situar com un dels més ferms puntals del que es va anomenar «nou cinema espanyol» dels seixanta.
Entre 1973 i 1978 va romandre a l'estranger. Al seu retorn va fundar la productora Bertan Filmeak que va afavorir la sèrie Ikuska. En 1989 va rodar Ke arteko egunak, i en 1995 Felicidades, tovarich. Va morir en 2011.

## Filmografia
- Día de paro (1960)
- A través de San Sebastián (1960)
- A través del fútbol (1962)
- Los inocentes (1963 - guionista)
- Último encuentro (1967)
- El próximo otoño (1967)
- De cuerpo presente (1967)
- Las secretas intenciones (1970)
- Mina, viento de libertad (1977)
- El complot mongol (1978), basada en la novel·la homònima de Rafael Bernal
- Ke arteko egunak (1990)
- Felicidades Tovarich (1995)

## Premis
Medalles del Cercle d'Escriptors Cinematogràfics
| Any  | Categoria           | Pel·lícula                | Resultat  |
| ---- | ------------------- | ------------------------- | --------- |
| 1960 | Millor curtmetratge | A través de San Sebastián | Guanyador |